# 二湖
二湖，是臺灣苗栗縣西湖鄉的一個傳統地域名稱，位於該鄉北部。相較於今日行政區，其範圍大致包括二湖村、湖東村。
國道3號西湖服務區位於本地區東南部。

## 歷史
台灣清治末期至日治初期，二湖地區為一街庄，稱為「二湖庄」，隸屬於苗栗一堡。該庄北與灣瓦庄、頭湖庄為鄰，東與十班坑庄、南勢坑庄為鄰，南邊為鴨母坑庄、三湖庄，西南邊為內湖島庄、白沙墩庄，西邊為過港庄、崎頂庄。
1901年（日治明治三十四年）11月，全台廢縣廳改設二十廳，該庄隸屬於苗栗廳。1909年（明治四十二年）10月，合併二十廳為十二廳，該庄改隸屬於新竹廳。1920年（大正九年），廢十二廳改設五州二廳，該庄改制為「二湖」大字，隸屬於新竹州苗栗郡四湖庄。
戰後四湖庄改制為四湖鄉，隸屬於新竹縣，大字亦改制為村。1950年桃、竹、苗分治，四湖鄉改隸屬於苗栗縣。1954年8月3日，四湖鄉因與雲林縣四湖鄉同名，改名為「西湖鄉」。

## 聚落
本地區發展較早的聚落有峰仔廚（楓廚）、牛藔埔、大窩、營盤腳（營盤下）、斧頭坑尾等，在日治期初期的官方地圖上已有記載。此外，本地區尚有吳厝、木炭窯、小窩、埔頂、湖東、土牛溝、羅屋、公館、湖山頂、陳厝等聚落。

## 交通
國道3號又稱「福爾摩沙高速公路」，是貫穿台灣西部的兩條縱向高速公路之一，大致以東北—西南走向蜿蜒經過二湖地區中部偏東地帶。境內未設交流道，東北側最近的是省道台6線交會口的後龍交流道，西南側最近的是縣道128號交會口的通霄交流道，由此等進入可快速前往台灣西部國道3號沿線各地。國道3號西湖服務區位於本地區東南部。
省道台1線又稱「縱貫公路」，是台北至屏東楓港的傳統平面幹道，大致以北北東—南南西走向行至土牛溝轉東南東—西北西走向再轉北繞180度大彎再轉東南—西北走向經過本地區。由該道路向北北東可前往後龍市區、造橋談文、頭份、香山等地，向西北轉西南西可前往白沙屯，再轉南可前往通霄、苑裡、大甲等地。
縣道119號是龍港至三義雙連潭的道路，大致以縱向轉西北—東南走向經過本地區。由該道路向北可前往頭湖、烏眉、龍港並止於省道台61線（西部濱海快速公路）後龍交流道及台6線路口，向東南轉南可前往西湖市區、東三湖、四湖店、銅鑼、三義雙連潭並止於縣道130號路口。
鄉道苗31線是東和鋼鐵至番社的道路，其北側端點位於本地區西部東和鋼鐵旁省道台1線路口。由此向西南轉東南再轉東北再轉南出境後，可前往北勢窩、番社東郊並止於縣道128號路口。
鄉道苗33線是後龍中和至西湖下埔的道路，大致以縱向蜿蜒經過本地區中部偏西地帶。由該道路向北可前往灣瓦、崎頂、赤土崎並止於省道台61線赤土崎交流道西側鄉道苗32線路口，向南可前往西三湖、四湖、下埔並止於鄉道苗34-4線路口。

## 學校
- 僑文國小（小部分）

## 產業
- 東和鋼鐵苗栗廠